# Jim Falls
Jim Falls – jednostka osadnicza w Stanach Zjednoczonych, w stanie Wisconsin, w hrabstwie Chippewa.